# Contea di Wugong
La contea di Wugong (武功县S, Wǔgōng XiànP) è una contea della Cina, situata nella provincia dello Shaanxi e amministrata dalla prefettura di Xianyang.